# Live Letters
Live Letters es un DVD compilatorio de la banda finlandesa de rock The Rasmus, que fue publicado en 2004 internacionalmente. El DVD incluye los videos de los sencillos del álbum Dead Letters, además de actuaciones en vivo de la banda en Festival Gampel Open Air (21 de agosto de 2004) en Suiza. Además tiene algunos extras como entrevistas y pruebas de sonido de la banda, así como la creación de los videoclips que se incluyen.

## Contenido

### En Vivo desde elFestival Gampel Open Air
- First Day Of My Life
- Guilty
- F-F-F-Falling
- Still Standing
- Time To Burn
- Bullet
- Everyday
- One & Only
- In the shadows
- Funeral Song
- In My Life

### Videoclips
- In The Shadows (bandit edition)
- In The Shadows (crow edition)
- In The Shadows (US edition)
- In My Life
- First Day Of My Life
- Funeral Song
- Guilty
- hay otro video oculto la canción in the shadows en otro idioma